# Гонсалес, Мислейдис
Мислейдис Гонсалес Тамайо (исп. Misleydis González Tamayo; род. 19 июня 1978, Баямо) — кубинская легкоатлетка, специалистка по толканию ядра. Выступала за сборную Кубы по лёгкой атлетике в 1996—2012 годах, обладательница бронзовой медали Олимпийских игр в Пекине, бронзовая призёрка чемпионата мира в помещении, двукратная чемпионка Панамериканских игр, бронзовая призёрка Всемирной Универсиады, серебряная призёрка Центральноамериканских и Карибских игр, победительница иберо-американского чемпионата, чемпионка Центральной Америки и Карибского бассейна.

## Биография
Мислейдис Гонсалес родилась 19 июня 1978 года в городе Баямо провинции Гранма.
Первого серьёзного успеха на международном уровне добилась в сезоне 1996 года, когда вошла в состав кубинской сборной и выступила на юниорском первенстве Центральной Америки и Карибского бассейна в Сан-Сальвадоре, где в зачёте толкания ядра превзошла всех соперниц и завоевала золотую награду.
В 1997 году в той же дисциплине стала четвёртой на юниорском панамериканском первенстве в Гаване.
В 2001 году выиграла центральноамериканский и карибский чемпионат в Гватемале.
В 2003 году одержала победу на чемпионате Центральной Америки и Карибского бассейна в Сент-Джорджесе, заняла четвёртое место на Панамериканских играх в Санто-Доминго.
В 2004 году была шестой на чемпионате мира в помещении в Будапеште, второй на иберо-американском чемпионате в Уэльве. Благодаря череде успешных выступлений удостоилась права защищать честь страны на летних Олимпийских играх в Афинах — в финале толкнула ядро на 18,59 метра, расположившись в итоговом протоколе соревнований на шестой строке.
В 2005 году закрыла десятку сильнейших на чемпионате мира в Хельсинки, взяла бронзу на Всемирной Универсиаде в Измире.
В 2006 году среди прочего получила серебро на Центральноамериканских и Карибских играх в Картахене.
В 2007 году победила на Панамериканских играх в Рио-де-Жанейро, стала десятой на чемпионате мира в Осаке.
Среди достижений 2008 года — бронзовая медаль чемпионата мира в помещении в Валенсии. Гонсалес принимала участие в Олимпийских играх в Пекине — в финале толкания ядра с личным рекордом 19,50 заняла четвёртое место (впоследствии в связи с дисквалификацией двух белорусских толкательниц поднялась в итоговом протоколе до второй позиции и стала серебряной олимпийской призёркой, уступив только новозеландке Валери Адамс). Также в этом сезоне выиграла бронзовую медаль на Всемирном легкоатлетическом финале в Штутгарте.
В 2009 году взяла бронзу на домашних ALBA Games в Гаване, одержала победу на чемпионате Центральной Америки и Карибского бассейна в Гаване, показала восьмой результат на чемпионате мира в Берлине.
В 2010 году была седьмой на чемпионате мира в помещении в Дохе, одержала победу на иберо-американском чемпионате в Сан-Фернандо, получила серебро на Мемориале братьев Знаменских в Жуковском, заняла третье место на Континентальном кубке IAAF в Сплите.
В 2011 году выступила на чемпионате мира в Тэгу, выиграла Панамериканские игры в Гвадалахаре.
В 2012 году отметилась выступлением на чемпионате мира в помещении в Стамбуле, выиграла бронзовую медаль на иберо-американском чемпионате в Баркисимето. Участвовала в Олимпийских играх в Лондоне — на предварительном квалификационном этапе толкнула ядро на 17,68 метра, чего оказалось недостаточно для выхода в финал. По окончании Олимпиады завершила спортивную карьеру.